# 광성초등학교 (충남)
광성초등학교는 충청남도 홍성군에 있었던 공립 초등학교이다.

## 학교 연혁
- 1964년 10월 2일 갈산국민학교 동성분교 설립인가
- 1966년 3월 4일 광성국민학교로 승격 개교(7학급)
- 1969년 3월 12일 12학급 편성
- 1983년 3월 9일 병설유치원 인가 개원
- 1996년 3월 1일 광성초등학교로 교명 변경
- 2015년 3월 1일 폐교[1]

## 참고 자료
- 광성초등학교 - 한국교육학술정보원 학교알리미